# Austin-Bergstrom International Airport
Mezinárodní letiště Austin-Bergstrom (anglicky Austin–Bergstrom International Airport IATA: AUS, ICAO: KAUS) je hlavní mezinárodní letiště, obsluhující Austin v Texasu. Často bývá nazýváno pouze zkratkou ABIA. Letiště se nachází v jihovýchodní části Austinu, 8 km od centra města.
S 10 718 854 pasažéry v roce 2014 je 34. nejvytíženějším letištěm ve Spojených státech. Z letiště létají přímé lety do měst USA, Mexika, Spojeného království i do Kanady.
Letiště je pojmenováno po kapitánu Johnu Augustu Earlovi Bergstromovi.

## Terminály
Mezinárodní letiště Austin-Bergstrom má dva terminály.

### Terminál „Barbara Jordan“
Byl otevřeno 23. 1999, s dvaceti pěti branami. Terminál „Barbara Jordan“ je primárním terminálem letiště.

### Jižní terminál
Byl otevřen v roce 2007, původně jako joint-venture s mexickými nízkonákladovými aerolinkami VivaAerobus. Potom však VivaAerobus opustily z ekonomických důvodů Austin a Jižní terminál byl v roce 2009 zavřen. Po renovacích byl Jižní terminál znovu otevřen v roce 2017.

## Letecké společnosti a destinací
[kdy?]
| Aerolinie                                     | Destinace | Terminal       |
| --------------------------------------------- | --- | -------------- |
| Air Canada                                    | Toronto-Pearson | Barbara Jordan |
| Alaska Airlines                               | Seattle-Tacoma, Portland (Oregon) | Barbara Jordan |
| Allegiant Air                                 | Cincinnati, Las Vegas, Memphis, Orlando/Sanford | Barbara Jordan |
| American Airlines                             | Charlotte, hicago O'Hare, Dallas/Fort Worth, Los Angeles, Miami, New York JFK, Philadelphia (od 5. dubna 2016), Phoenix | Barbara Jordan |
| American Eagle                                | Phoenix Sezónní: Charlotte, Los Angeles | Barbara Jordan |
| British Airways                               | London-Heathrow | Barbara Jordan |
| Branson Air Express                           | Branson (Missouri) | Barbara Jordan |
| Delta Air Lines                               | Atlanta, Minneapolis/St. Paul, New York JFK Sezónní: Detroit, Salt Lake City | Barbara Jordan |
| Delta Connection                              | Detroit, Los Angeles, Minneapolis/St. Paul, Salt Lake City Sezónní: Orlando | Barbara Jordan |
| Condor Flugdienst                             | Sezónní: Frankfurt nad Mohanem (od 27. června 2016) | Barbara Jordan |
| Frontier Airlines                             | Atlanta, Chicago O'Hare, Denver, Las Vegas | Barbara Jordan |
| JetBlue Airways                               | Boston, Fort Lauderdale, Long Beach, New York–JFK, Orlando | Barbara Jordan |
| Norwegian Air Shuttle                         | London Gatwick, Paris CDG | Barbara Jordan |
| Southwest Airlines                            | Atlanta, Baltimore, Boston, Chicago–Midway, Dallas–Love, Denver, El Paso, Fort Lauderdale, Harlingen, Houston–Hobby, Las Vegas, Los Angeles, Lubbock, Nashville, Newark, New Orleans, Oakland, Orange County (Kalifornie), Orlando, Phoenix, St. Louis, San Diego,San Jose (Kalifornie), Seattle/Tacoma, Tampa, Washington–National Sezónní: Cancún, Portland (OR), San José del Cabo | Barbara Jordan |
| Texas Sky Airways Corporate Flight Management | Dallas/Fort Worth, Victoria (Texas) | Barbara Jordan |
| United Airlines                               | Chicago–O'Hare, Denver, Houston–Intercontinental, Newark, San Francisco Sezónní: Washington–Dulles | Barbara Jordan |
| United Express                                | Chicago–O'Hare, Denver, Houston–Intercontinental, Newark , Los Angeles, San Francisco, Washington–Dulles | Barbara Jordan |
| Virgin America                                | Dallas–Love, San Francisco | Barbara Jordan |
| Volaris                                       | Guadalajara (od 7. srpna 2016) | Barbara Jordan |